# Julia Peguero Sanz
Julia Peguero Sanz (Saragossa, 1880 - Madrid, 4 de desembre de 1978) va ser una mestra i feminista espanyola. Va arribar a la secretaria segona de la secció de Filosofia de l'Ateneu de Madrid l'any 1922. A més, el 1918 va ser cofundadora de la Asociación Nacional de Mujeres Españolas, associació en la qual fou des de secretària general a presidenta, des de 1932. També va arribar a exercir el càrrec de directora de la revista Mundo Femenino.

## Trajectòria professional
En 1899 apareix com a opositora a normals, al «programa de Gramàtica general, Filologia i Literatura castellanes» i en el de «Aritmètica, Geometria i Àlgebra».
El 20 d'octubre de 1918, a casa de María Espinosa de los Monteros, es funda la Asociación Nacional de Mujeres Españolas, de la qual Julia Peguero va ser cofundadora i formà part de la seua primera Junta Directiva.
Destacada activista a l'Ateneu de Madrid, al juny de 1919 va ser escollida per formar part de la secció de Música.
L'any 1920 Julia Peguero Sanz ja forma part de la Junta Directiva de la Asociación Nacional de Mujeres Españolas que comptava amb María Espinosa de los Monteros com a presidenta; Dolores Velasco de Alamán, com a vicepresidenta i a Julia Peguero de Trallero, que aquest moment estava ja casada i va afegir el cognom del seu marit als seus, com a secretària. A més hi havia: com a sotssecretària Luisa Salina de Gorostidi; com a tresorera: Ana Picar; com a comptadora: Benita Asas Manterola; i com a vocals: María Valero de Maces, Isabel Oyarzábal, María Martos Arregui O'Neill, Pilar Gutiérrez, Julia Pérez Basa, Natividad Albertos, Emilia Pastor, Isabel Alda.
El 25 de març de 1921 la ANME es dota d'un òrgan de propaganda: Mundo Femenino, que resistirà fins a 1936, sent dirigit des de 1932 per Julia Peguero, la quarta i última presidenta de l'ANME, després de María Espinosa de los Monteros (1918-1920), Dolores Velasco de Alamán (1920-1924) i Benita Asas Manterola (1924-1932).
Julia Peguero és també recordada per haver estat l'única ateneista que, en la junta general celebrada el divendres 28 de març de 1930, va votar en contra del nomenament de Miguel de Unamuno com a soci d'honor de la institució, en considerar que aquest nomenament tenia més un caire polític que un reconeixement real de la vàlua de Unamuno.
El 7 de juliol de 1930 va morir a Madrid Ceferino Trallero Mateo, marit de Julia Peguero Sanz.
En 1934 fundà un partit polític femení independent anomenat Acción Política Femenina Independente, que va voler coaligar en el Front Popular en 1936, però no va tenir èxit.